# Edwin Lutyens
Edwin Landseer Lutyens OM (London, 1869. március 29. – London, 1944. január 1.) angol építész. Rendkívül termékeny alkotó volt, rengeteg emlékművet és épületet tervezett, köztük az indiai államfői palotát és az udvarában álló Dzsajpur-emlékoszlopot.

## Pályafutása

### Magánélete
Edwin Landseer Lutyens 1869-ben született Londonban, tizedikként egy tizenhárom gyerekes családban. Keresztneveit a család barátja, Edwin Landseer festő után kapta. Anyja Mary Theresa Gallwey, apja Charles Henry Augustus Lutyens százados volt. Építészetet a South Kensington School of Artban tanult 1885 és 1887 között. 1897-ben feleségül vette Lytton gróf, a korábbi indiai alkirály lányát, Emilyt, akitől öt gyereke született.

### 1888–1900
Az iskola után Ernst George és Harold Peto építészeti cégénél helyezkedett el. 1888-ban már saját irodát nyitott, első megrendelése egy kis családi ház megtervezése volt Crooksburyben. Munkájára a kezdetekben az Arts and Crafts mozgalom hatott. Megismerkedett Gertrude Jekyll kerttervezővel, akivel számos épületet és kertet tervezett, köztük Jekyll otthonát, Munstead Woodban. Munkáiról számos alkalommal jelent meg beszámoló Edward Hudson Country Life című magazinjában. Lutyens újította fel a Hudson tulajdonában álló  Lindisfarne kastélyt Holy Islanden.

### 1900–1918
Az 1900-as évekre Norman Shaw és az angol reneszánsz hatása alá került. Ebben az időben már irodaházakat is tervezett. 1908-ban megbízást kapott London új, Hampstead Garden nevű elővárosa központjának megtervezésére két templommal. 1909-ben a torinói és római világkiállítás szaktanácsadó építésze volt, római brit pavilonja ma a brit iskola épülete. Ezekben az években tervezte meg Johannesburg művészeti kiállítótermét és a Rand-ezredek emlékművét. 1910-ben felkérték a devoni Drogo vár megtervezésére, amely 22 év alatt épült fel.
1912-ben tagja volt a indiai Delhit az ország fővárosává alakító tervezőbizottságnak. Luytens tervezte meg az alkirály rezidenciáját, amely ma  Rástrapati Bhavan néven államfői palotaként funkcionál. Az ő munkája az udvarán álló Dzsajpur-emlékoszlop, amelyen együtt dolgozott Charles Sargeant Jagger szobrásszal. Ebben az időszakban jelent meg stílusában az indiai és európai motívumok keveredése, amely később az oxfordi Campion Hall tervezésekor is felbukkant.
Indiában munkatársa volt Herbert Baker. Kapcsolatuk rövid idő alatt megromlott, amikor kiderült, hogy Baker tervezett épületei rontják a rálátást a Lutyens által épített alkirályi palotára és a törvényhozásra. Luytens később, a waterlooi csatára utalva, saját Bakerloo-jának nevezte az esetet.

### Háborús munkák
Az első világháború után, a nemzetközösségi hadisírgondozó bizottság (Imperial War Graves Commission) felkérésére, számos temetőt és legalább ötven emlékművet tervezett, köztük a Beattie és Jellicoe szökőkutakat a Trafalgar téren. Munkái közül talán a londoni kenotáfium és a több mint 72 ezer, ismeretlen helyen nyugvó nemzetközösségi hősi halottnak Franciaországban emléket állító Thiepval-emlékmű a legismertebb. 1918-ban lovaggá ütötték.

### Későbbi munkák
Az 1920-as évektől számos irodaházra kapott megbízást, köztük a bankházakra, a londoni Britannic House-ra és az Anglo-Persian Oil Company székházára. 1921-ben az akadémia tagjának választották. Épített újabb kúriákat és egy-egy palotát Nizámban és Haidarábádban. Ő tervezte a liverpooli római katolikus katedrálist is, amelynek 1933-ban kezdődött meg az építése, de a második világháború miatt abbahagyták a munkálatokat. Az épület magasabb lett volna, mint a Szent Péter-bazilika. 1941-ben lett az Order of Merit rendjel birtokosa. Három évvel később rákban halt meg.

## Híresebb munkái
- Dzsajpur-emlékoszlop
- Rástrapati Bhavan
- India-kapu
- Thiepval-emlékmű
- Londoni és hongkongi kenotáfium
- Étaples-i katonai temető
- Arrasi első világháborús emlékmű és temető
- Hooge-kráter temető
- Rand-ezredek emlékműve

## Lutyens alkotásai

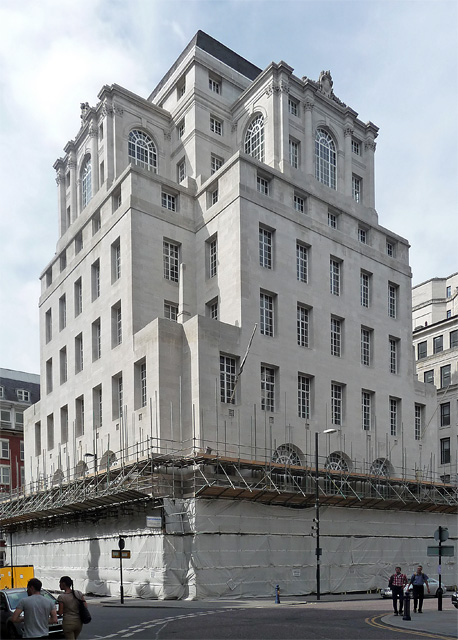
Midland Bank
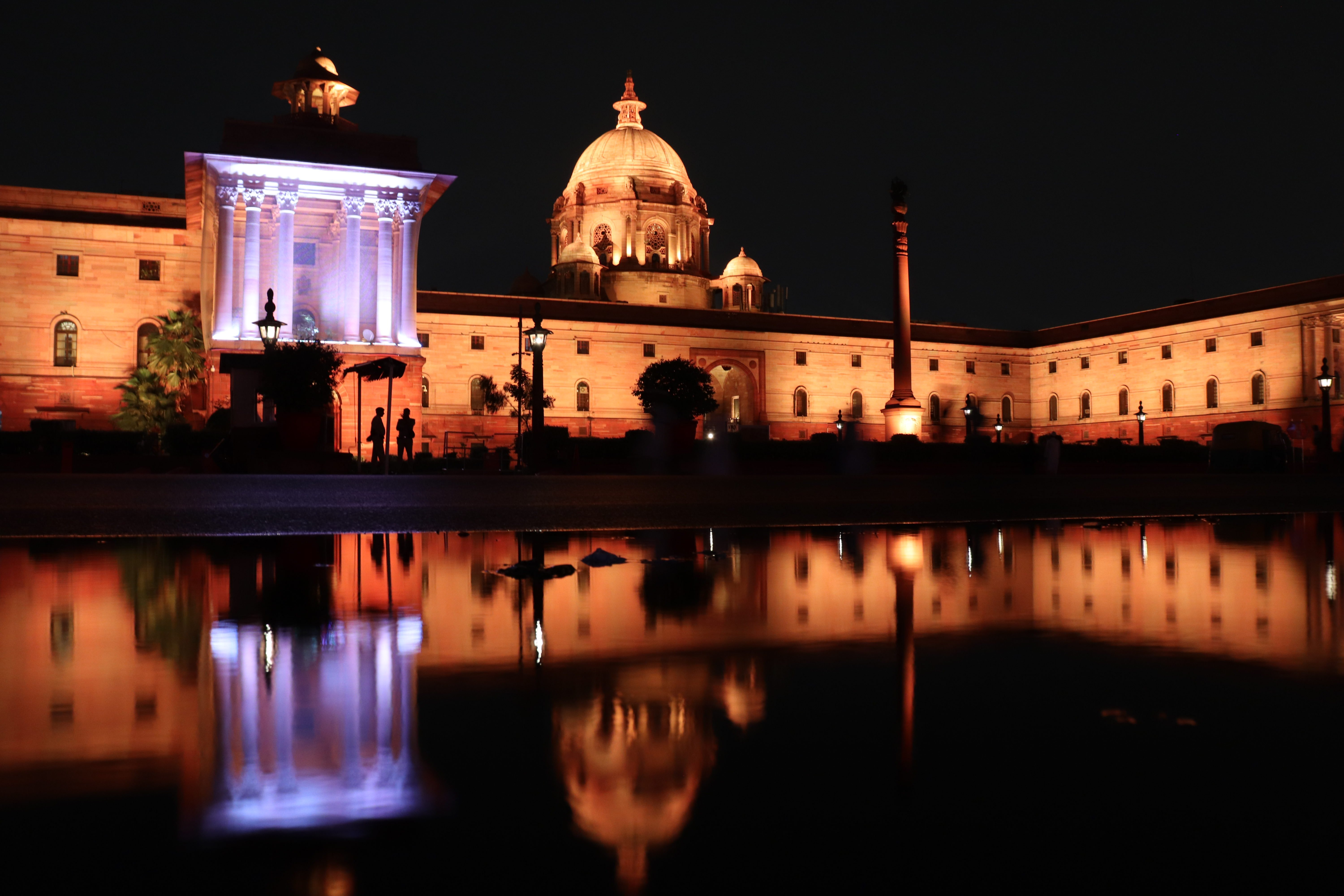
Államfői palota, Delhi
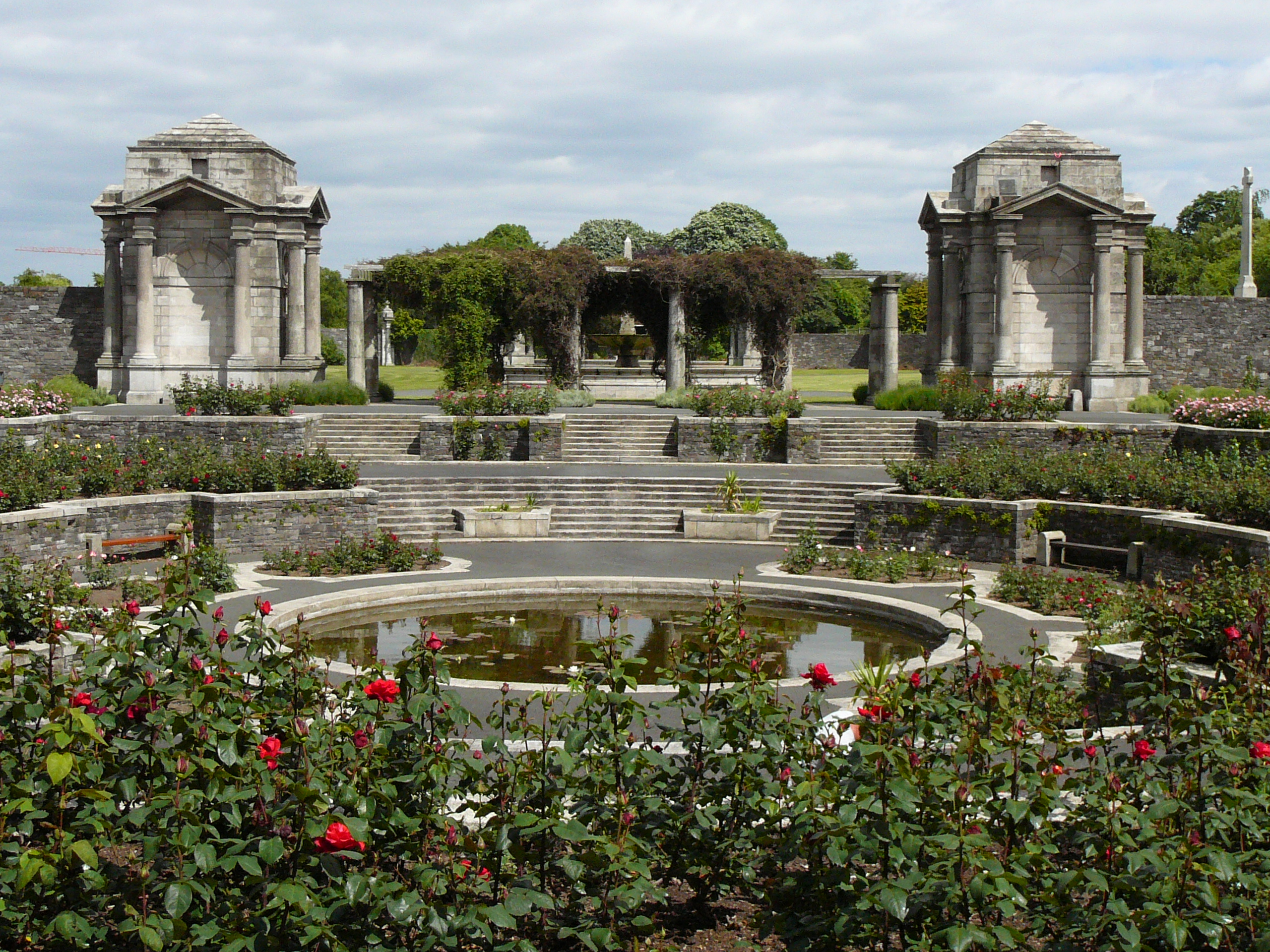
Dublini emlékmű
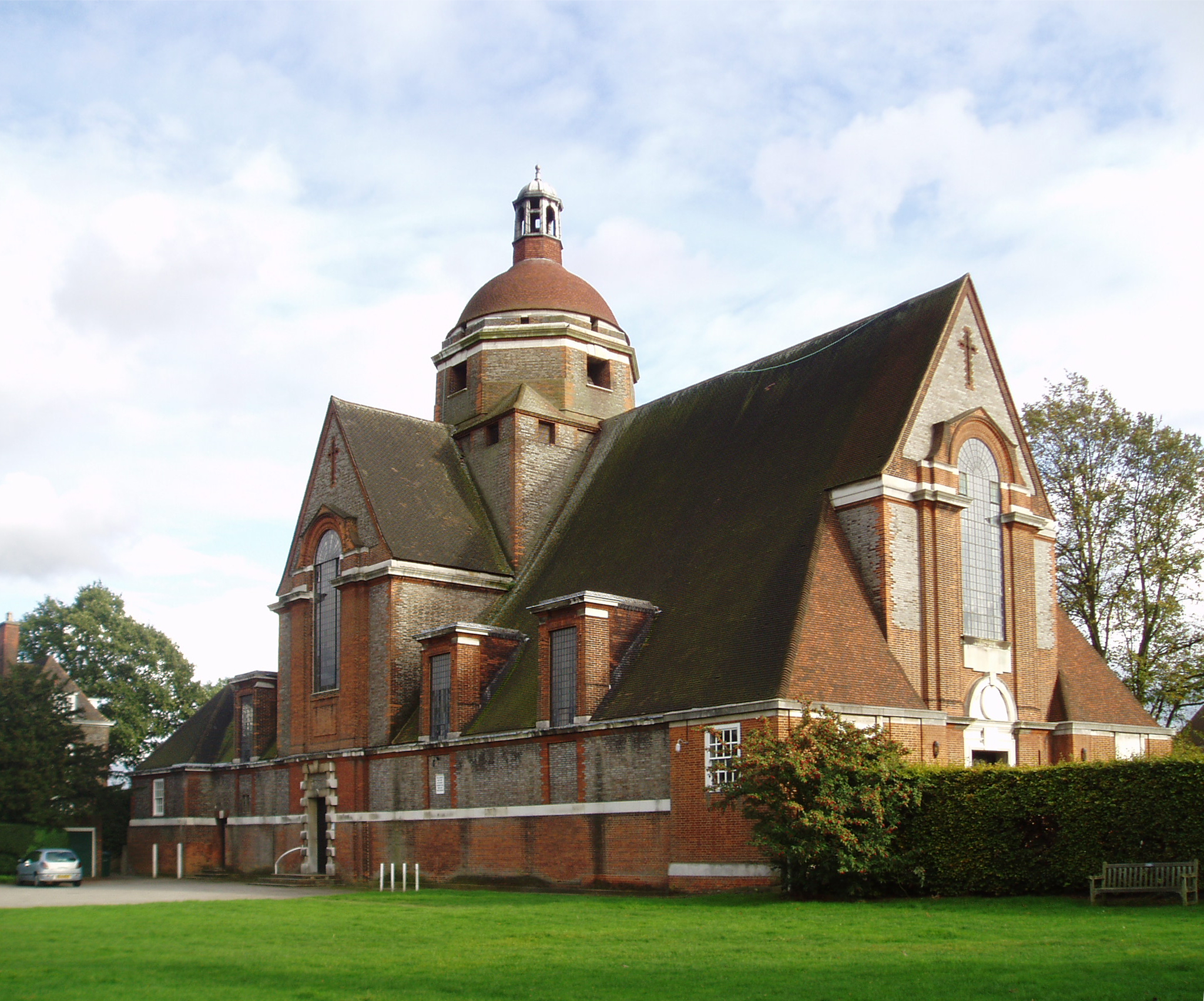
Harmpstead Garden-i templom
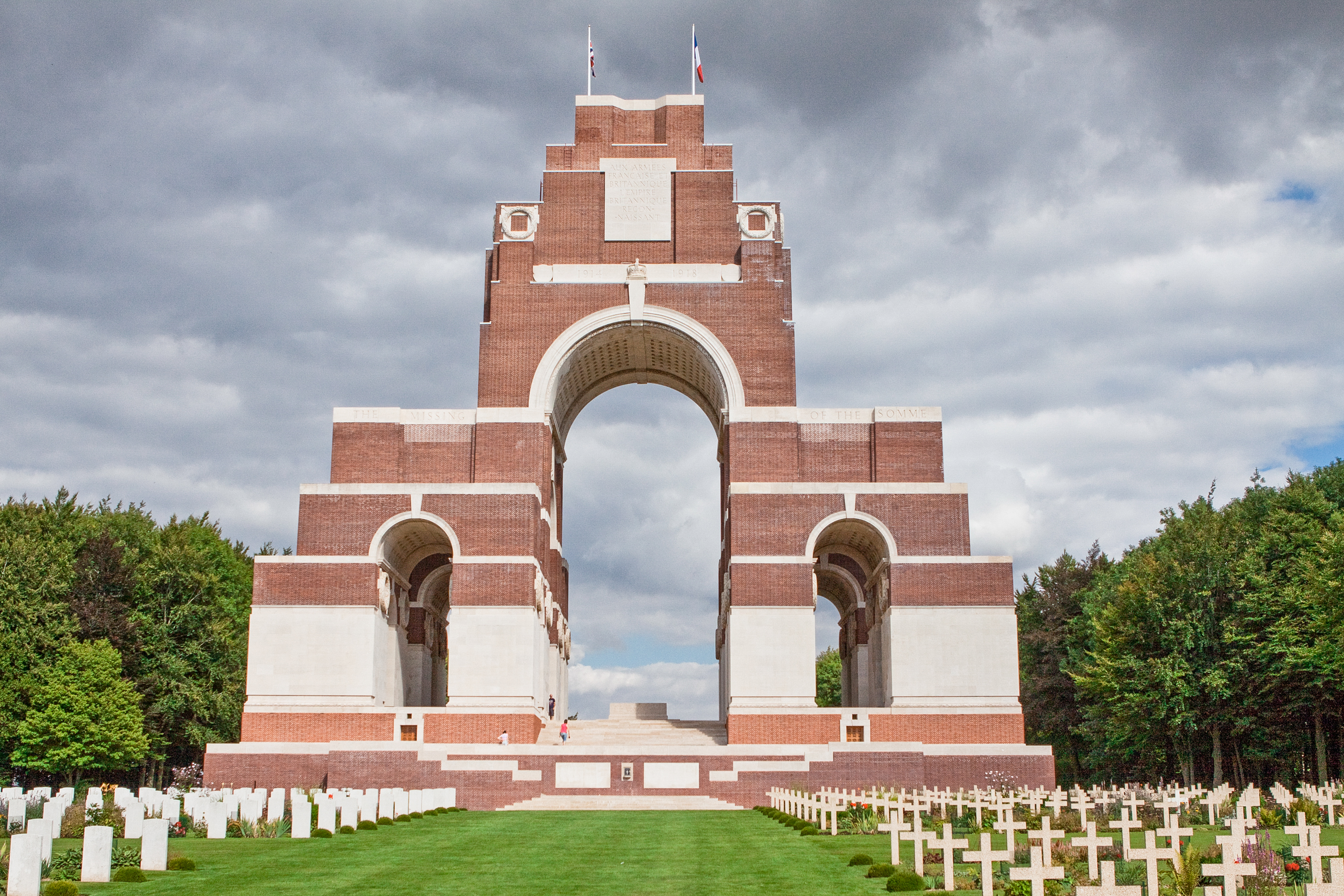
Thiepval-emlékmű
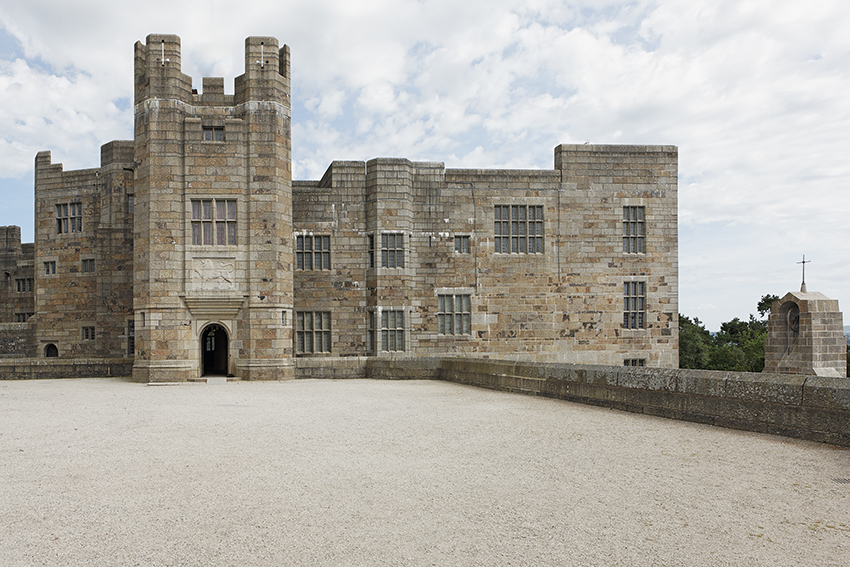
Drogo vár